# 기 (성씨)
기(奇, 箕)씨는 한국의 성씨이다.

## 기이할 기 奇
기(奇)씨는 2015년 대한민국 통계청 인구조사에서 28,829명으로 조사되어, 한국 성씨 인구 순위 80위이다. 본관은 행주(幸州) 단본이다. 행주(幸州)는 경기도 고양시 덕양구 행주동 일대의 지명이다.
행주 기씨(幸州 奇氏) 족보에서는, 기자조선을 연 기자(箕子)를 선계조라고 한다. 그리고 그로부터 41세손 기준(箕準)이 위만(衛滿)의 침입으로 마한의 금마군(金馬郡：전라북도 익산시, 평양 , 경기도 광주의 경안( 옛지명은 회안), 한강유역등으로 천도했다는 설이 존재한다.
준왕의 7세손 기훈(箕勳)에 이르러 아들 3형제를 두었는데, 기우성(箕友誠)은 덕양 기씨(德陽 箕氏：덕양은 행주)의 시조가 되었고, 기우량(箕友諒)은 상당 한씨(上黨 韓氏：상당은 청주의 옛 지명)의 시조가 되었으며, 기우평(箕友平)은 선우씨(鮮于氏)의 시조가 되었다고 한다. 그러나 그 후대의 기록이 전하지 않아 고려 인종 때 평장사(平章事)를 지낸 기순우(奇純祐)를 1세조로 하고 있다. 기황후가 원나라의 왕후가 되면서 기철 등 기씨 일가가 고려 말기 권문세가가 되었다. 행주 기씨는 조선시대 문과 급제자 22명을 배출하였다.

### 역사적 인물

#### 고려
- 기탁성 (?~1179) 고려의 무신 판병부사,
- 기순우 (?~?), 고려의 문신, 행주기씨 중시조
- 기홍수 (1148-1209), 고려의 무신
- 기철 (?~1356), 고려의 문신, 친원파 권문세족
- 기황후 (?~1370), 고려 출신의 원나라 마지막 황후

#### 조선
- 기건 (?~1460), 조선의 문신, 대사헌, 판중추원사
- 숙의 기씨 (?~1457) 정종 (조선)의 후궁
- 기준 (1492~1521), 조선의 문신, 이조판서(추증)
- 기대항 (1519~1564), 조선 중기 문신, 이조참판, 한성부윤
- 기대승 (1527~1572), 조선 중기 문신, 대사간, 이황과의 사칠논쟁으로 알려진 성리학자
- 기자헌 (1562~1624), 조선 중기 문신, 영의정 (1614~1617)
- 기정진 (1798~1879), 유학자, 성리학자
- 기우만 (1846~1916), 유학자, 독립운동가, 항일의병장
- 기삼연 (1851~1908), 독립운동가, 항일의병장
- 기산도 (1878~?), 독립운동가 현대

## 키 기 箕
기(箕)씨는 2015년 대한민국 통계청 인구조사에서 56명으로 조사되었다. 본관은 행주 28명, 평양 25명이다.
기(箕)씨는 《조선씨족통보》(朝鮮氏族統譜)에 고대 중국 주나라 무왕 때 사람인 기자(箕子)의 후손이라고 기록되어 있어 행주 기씨(幸州 奇氏)와 같은 근원으로 추정된다.
《증보문헌비고》와 《도곡총설(陶谷叢說)》의 298성 중에는 보이지 않고, 1930년 인구조사 때 처음으로 포항, 인제, 덕천에 1가구씩 3가구가 나타났다.

## 중국의 기씨
한국어 발음 '기'에 해당하는 한자를 사용하는 중국 성씨로는 奇(qí, 치), 紀(Jǐ, 지), 己(jǐ, 지) 등이 있다.
- 중국 奇(치)씨의 연원으로는 다음과 같은 경우들이 있다.
  - 중국 계열: 주나라 제후국 노나라 노소공 희조(姬稠)의 5번째 아들 이름이 奇라서 奇씨로 창성하였다고 한다. 다른 아들은 공(公)씨가 되었다. (참조- 노나라 공실 가계도)
  - 한국 계열: 고려 공민왕 때 기철을 비롯한 행주 기씨 일족이 멸족의 화를 입을 당시 많은 기씨들이 원나라로 피신하였다. 그 후예들의 현존 여부는 불명.
  - 퉁구스 계열: 퉁구스 민족의 일파인 만주족 혹은 시버족 계열의 성씨이다. 퉁구스어족의 만주어 혹은 시버어로 발음되는 치더리(Cideri, 奇德哩)씨, 치두무(Cidumu, 奇杜穆)씨, 치렁(Cileng, 奇楞)씨, 치모시(Cimosi, 奇墨斯)씨, 치르고터(Cirgote, 奇爾果特)씨, 치터라(Citela, 奇塔喇)씨, 치러이(Cilei, 奇壘)씨와 같은 전통 성씨를 중국식 한 글자 성씨로 줄이는 과정에서 나온 것이다.

- 기(紀,벼리 기)씨는 제나라 강태공에서 분파한 성씨이다.

- 기(己, 몸 기)씨는 초나라 성씨다.

## 같이 보기
- 紀姓
- 己姓